# 竹之上次男
竹之上 次男（たけのうえ つぐお、1970年〈昭和45年〉4月28日 - ）は、日本のフリーアナウンサー。

## 来歴・人物
兵庫県競馬組合（園田競馬場・姫路競馬場）の名物実況アナウンサーとして知られる吉田勝彦の弟子として2000年代初めから場内アナウンスを担当。特にJRAとの交流競走の実況をほぼ全て担うなど、吉田の引退後は名実ともに兵庫県競馬を代表するアナウンサーとして活躍。
2005年から乗峯栄一主宰の「エンタメ集団DO IT!」に所属。競馬関連ではラジオ関西の競馬関連番組（『ラジオ関西パーフェクト競馬!』、『石崎譲のトレセンタイムズ』など）、関西圏の中央競馬場で行われるイベントの司会、ラジオNIKKEIの中央競馬実況中継の進行担当を2018年 - 2019年にかけて2年間務めるなど、多岐にわたって活動していた。
しかし、2020年に新型コロナウイルス感染症が流行すると、自身のTwitterやブログで「反マスク」「反ワクチン」「反PCR検査」の立場を強く訴える投稿を繰り返し、これに対する苦情が競馬場や所属事務所に多数寄せられた。2021年夏には兵庫県競馬組合からコロナ関連のツイート自粛と事態の沈静化を求められ、出勤停止（競馬開催日3日間）の処分を受けている。その後もノーマスクでの出勤などが問題視され、2021年12月に再び注意を受けたことをきっかけに、2022年1月31日付でダート・プロダクションを退職し、兵庫県競馬組合の場内実況アナウンサーを引退した。
兵庫県競馬組合は「（2月の実況シフトが入っていないことは把握していたので）薄々予想していた部分もあったが、再び活動自粛する可能性もあったので、プロダクションに辞表を出したと聞いて驚いた」としたうえで、竹之上との間に直接の雇用関係が存在しないことから「（苦情は寄せられていたので、競馬場の顔ということで注意はしたが）組合としての要請や処分はしていない」と、競馬組合側から降板を求めた事実はないとしている。竹之上の抜けた実況陣には2月より元KBS京都アナウンサーでフリー（個人事務所re:voice代表）の木村寿伸が加わり穴を埋めた。また、ダート・プロの後継者は三宅が拝命し、2023年4月より取締役社長を務めている。
2023年現在、酒場『つぐおん家(ち)』のオーナーをしている。

## 主な仕事
- 園田・姫路競馬中継CS特別放送

重賞競走開催時のみスカイパーフェクTV!、ACCESS、インターネットライヴ中継で放送される特別番組。メインレースを含む3レースのパドック解説にて出演。
- 園田競馬場・姫路競馬場の場内実況、パドック解説進行役、表彰式や場内イベントの司会。一時期は福山競馬場でも実況を担当していた。
- ラジオ関西『ラジオ関西パーフェクト競馬!』。
- 京都競馬場・阪神競馬場のイベントの司会。
- ラジオNIKKEI・中央競馬実況中継（2018年〜2019年）

## 有名な実況
- 「ビッグウルフ凄い脚、凄い脚ビッグウルフ、なんと差しきったゴールイン! …ビッグウルフは強い、武豊鮮やかでした。ジャズアップをあっさり交わしました」（2003年兵庫チャンピオンシップ 勝ち馬ビッグウルフ）
- 「トップハンデは力の証!」（2008年摂津盃 勝ち馬モエレトレジャー）
- 「ゴールイン」というとき、インがとても早い